# Aloe parvispina
Aloe parvispina é uma espécie de liliopsida do gênero Aloe, pertencente à família Asphodelaceae.